# Jabłonka (województwo małopolskie)

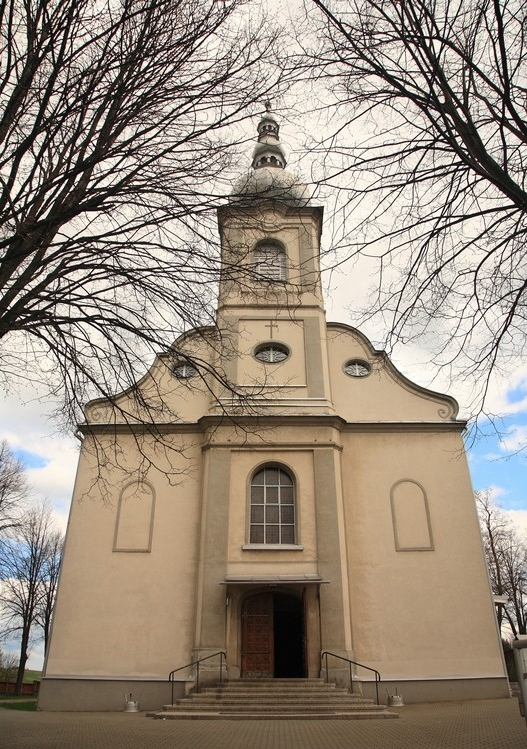
Kościół parafialny Przemienienia Pańskiego w Jabłonce

Jabłonka (węg., słow. Jablonka) – wieś w Polsce, położona w województwie małopolskim, w powiecie nowotarskim, w gminie Jabłonka. Miejscowość jest siedzibą gminy Jabłonka.

## Toponimia
Nazwa miejscowości pochodzi od polskiej nazwy drzewa owocowego jabłoni. Szwajcarski kartograf i geograf Mateusz Merian w swoim dziele Topographia wydanym w roku 1650 podaje dwie zgermanizowane formy nazwy miejscowości: Jablonke oraz Jabluncka.

## Położenie
Wieś położona jest w regionie geograficznym Kotlina Orawska (zachodnia część Kotliny Orawsko-Nowotarskiej) i historyczno-etnograficznym Orawa, nad rzeką Czarna Orawa, na zachód od Nowego Targu. Przez wieś przebiega droga krajowa nr 7 oraz droga wojewódzka nr 957 i droga wojewódzka nr 962.

## Integralne części wsi
| przysiółki | Nowakowa, Otrębowa |
| części wsi | Albertowa, Borówkowa, Bugaj, Dziadowska Dolina, Działek, Dzicy, Dziubkówka, Gęste Domy, Giądłówka, Guzówka, Jabłonka-Centrum, Kapustowa, Koniczki, Kralówka, Kukowa, Kuria, Lichosytowa, Łyżniakowa, Machajowa, Matonogi, Oskwarkowa, Panowa, Puchałówka, Rola Joniakowa, Sarkowa, Stasiowa, Suwadowa, Szałas, Wdówkowa, Wertelowa, Wicaniówka |

## Historia
W 1368 r. na terenie miejscowości znajdowała się komora celna ustanowiona przez króla Kazimierza Wielkiego, gdyż biegł tędy szlak solny z kopalni soli w Wieliczce na Węgry. W XVI w. miejscowość została włączona do Węgier. Według spisu z 1910 r. Polacy stanowili 95% ogółu mieszkańców (2713 osób).
Do roku 1918 wieś była częścią Królestwa Węgier. Po I wojnie światowej, 5 listopada 1918 r., mieszkańcy dokonali wyboru Polskiej Rady Narodowej i zadeklarowali przyłączenie do Polski. 28 listopada 1918 r. Dekretem Tymczasowego Naczelnika Państwa Józefa Piłsudskiego, przyjętym przez rząd ludowy Jędrzeja Moraczewskiego zarządzone zostały tu wybory powszechne do Sejmu Ustawodawczego na dzień 26 stycznia 1919 r. Przynależność do Polski potwierdziło 31 grudnia 1918 r. polsko-czechosłowackie porozumienie zawarte w Chyżnem wyznaczające przebieg tymczasowej granicy wprost od Babiej Góry do Tatr. Jednakże 13 stycznia 1919 r. na skutek sfingowanego rozkazu naczelnego wodza Sił Sprzymierzonych gen. Ferdynanda Focha, Wojsko Polskie otrzymało nakaz wycofania się z tego terenu i w jego miejsce wkroczyło wojsko czechosłowackie. 27 września 1919 r. Rada Ambasadorów zapowiedziała przeprowadzenie tu plebiscytu, i wiosną 1920 r. teren plebiscytowy (całość Górnej Orawy) znalazł się pod kontrolą Międzysojuszniczej Komisji Rządzącej i Plebiscytowej, ale do plebiscytu nie doszło. Decyzją Rady Ambasadorów z 28 lipca 1920 r. wieś powróciła w granice państwa polskiego.
W okresie międzywojennym w miejscowości stacjonowała placówka Straży Granicznej I linii „Jabłonka”. Ponadto w części wsi zwanej Bory stacjonowała placówka Straży Celnej ze składu komisariatu Straży Celnej „Chyżne”.
Od 1918 r. Jabłonka ponownie należy do Polski (z 1,5 roczną przerwą w okresie 18 stycznia 1919-28 lipca 1920, gdy początkowo okupowana była przez Czechosłowację a następnie znajdowała się na obszarze podległym Międzysojuszniczej Komisji Rzadzącej i Plebiscytowej oraz w czasie II wojny światowej, kiedy (od 21 listopada 1939 r.) okupowana była wraz z całością terytorium polskiej Orawy przez Słowację).
Podczas kampanii wrześniowej 3 września 1939 r. w godzinach rannych 24 Eskadra Rozpoznawcza kpt. obs. Stefana Hoydy z Armii Kraków dokonała lotu bojowego w rejonie Jabłonki w składzie 6 samolotów bombowych Karaś, bombardując kolumnę niemieckiej 2 Dywizji Pancernej.
W latach 1954–1972 wieś należała i była siedzibą władz gromady Jabłonka. W latach 1975–1998 miejscowość administracyjnie należała do województwa nowosądeckiego.

## Kultura i oświata
We wsi jest używana gwara orawska, zaliczana przez polskich językoznawców jako gwara dialektu małopolskiego języka polskiego, przez słowackich zaś jako gwara przejściowa polsko-słowacka.
W miejscowości znajduje się Liceum Ogólnokształcące im. Bohaterów Westerplatte i internat, ośrodek turystyczno-wypoczynkowy oraz centrum kultury mniejszości słowackiej w Polsce. W pobliżu w Zubrzycy Górnej znajduje się Orawski Park Etnograficzny w Zubrzycy Górnej.

## Zabytki
Obiekt wpisany do rejestru zabytków nieruchomych województwa małopolskiego.
- Kościół parafialny pw. Przemienienia Pańskiego.

### Inne zabytki
- Chałupa nr 483 – przeniesiona do skansenu w Zubrzycy Górnej;
- chata Paśś-Filipek – w 1958 r. przeniesiona do skansenu w Zubrzycy Górnej.

## Ludzie związani z Jabłonką (wg daty urodzenia)
- Urodzeni:
  - Ignacy Gajniak (1872–1932) – wszechstronny rzemieślnik, współpracownik Jana Bednarskiego w przemycaniu polskiej prasy i książek z Podhala na Orawę.
  - Marcin Jabłoński (1888–1948) – ksiądz, działacz narodowy, 1931-1936 prezes Związku Górali Spisza i Orawy, publicysta.
  - Ferdynand Machay (1889–1967) – ksiądz, działacz narodowy, proboszcz u Panny Marii w Krakowie. Jego imię (w formie ulica Księdza Ferdynanda Machaja) nosi główna droga przez osiedle Machajowa w Jabłonce[16], a także ulica w Krakowie[17][18][19] w Bronowicach Małych.
  - Wendelin Dziubek (1897–1939) – nauczyciel, działacz patriotyczny, regionalny i społeczny, sygnatariusz Układu Chyżniańskiego (1918), w latach 1919–1920 organizator i dowódca Legii Spisko-Orawskiej oraz Tajnej Organizacji Wojskowej na Orawie.
  - Józefa z Machayów Mikowa (1897–1942) – działaczka narodowa i społeczna, współorganizatorka Tajnej Organizacji Wojskowej, Główny Kwatermistrz Obszaru Południowego Związku Walki Zbrojnej, zwana Królową Orawy i Orawską Męczennicą (zamordowana przez Niemców w więzieniu Montelupich w Krakowie. Wraz z mężem Emilem Miką upamiętniona w nazwie ulicy w Jabłonce.
  - Andrzej Pilch (1912–1981) – działacz patriotyczny, społeczny i samorządowy, w czasie II wojny światowej członek Tajnej Organizacji Wojskowej oraz żołnierz Armii Krajowej, w okresie powojennym organizator polskiej administracji na Orawie, działacz Polskiego Towarzystwa Turystyczno-Krajoznawczego, jeden z współtwórców Orawskiego Parku Etnograficznego.
  - Ferdynand Machay (1914–1940) (1914–1940) – ksiądz, Sługa Boży Kościoła katolickiego.
  - Andrzej Dziubek (ur. 1954) – muzyk i wokalista, założyciel grupy De Press.

- Działający:
  - Eugeniusz Stercula (1879-1939), urodzony w Podwilku) – etnograf amator, fotograf, który w Jabłonce założył pierwszą na Orawie aptekę, działacz niepodległościowy, w 1910 r. założyciel w Jabłonce biblioteki polskiej; jeden z trzech współautorów (obok ks. Ferdynanda Machaya i A. Matonoga) broszury Co my za jedni? (1911 r.) do której napisał tekst Wstyd się wstydzić ojca i matki swojej. Od 1913 r. współpracownik „Gazety Podhalańskiej”. Doprowadził do tego że na Wielkanoc i w czerwcu 1914 r. odbyły się w Jabłonce Misje Święte, podczas których – po raz pierwszy od kilkudziesięciu lat – głoszono oficjalnie „słowo Boże po polsku”. W 1914 r. był współzałożycielem „Komitetu dla Spraw Spiża i Orawy” („Komitetu Głównego dla Spraw Ludności Polskiej na Spiżu i Orawie”), uczestnikiem delegacji orawskiej na „Dzień Spiża i Orawy” w Zakopanem. W 1919 r. współpracownik Komitetu Obrony Spisza, Orawy, Czadeckiego i  Podhala w Nowym Targu. W maju 1919 r. aresztowany przez okupacyjne władze czechosłowackie i więziony w obozie dla internowanych. 4 lipca 2020 r. upamiętniony tabliczką na Murze Orawskich Ojców Niepodległości w Lipnicy Wielkiej. Jego imię nosi jedna z ulic w Jabłonce[20].
  - Pius Jabłoński (1908-1979) – urodzony w Lipnicy Wielkiej, nauczyciel, działacz społeczny, podczas II wojny światowej organizator polskiego tajnego nauczania, długoletni dyrektor Liceum Ogólnokształcącego im. Bohaterów Westerplatte w Jabłonce.